# Pönfall
Der Pönfall ist ein Ausdruck aus der mittelalterlichen und frühneuzeitlichen Rechtsgeschichte. Man bezeichnete damit die Bestrafung eines schweren Fehlverhaltens, welches Untertanen gegenüber ihrer rechtmäßigen Obrigkeit begangen hatten. Sie waren der Pön (von lat. „poena“ = Strafe) verfallen. Bis heute bekannt ist der Oberlausitzer Pönfall des Oberlausitzer Sechsstädtebunds, den diese Städte im Zusammenhang mit Ereignissen des Schmalkaldischen Krieges im Jahr 1547 erlitten haben.